# Журавка (приток Удая)
Журавка (укр. Журавка) — левый приток реки Удая, протекающий по Варвинскому району Черниговской области Украины.

## География
Длина — 20, 17 км. Площадь водосборного бассейна — 67,3 км².
Река берёт начало от двух источников впадающих в балку Гавриловка восточнее села Богданы (Варвинский район). Река течёт на северо-запад. Впадает в реку Удай (на 155-м км от её устья) в селе Журавка (Варвинский район).
Русло слабоизвилистое. У истоков и в среднем течении пересыхает. На реке создано два крупный пруда.
Пойма занята лесополосами, частично заболоченными участками и лугами.
Впадает множество безымянных ручьев.

## Населённые пункты
Населённые пункты на реке от истока к устью: Журавка, Сериков, Богданы.